# Grote Orkaan van 1780

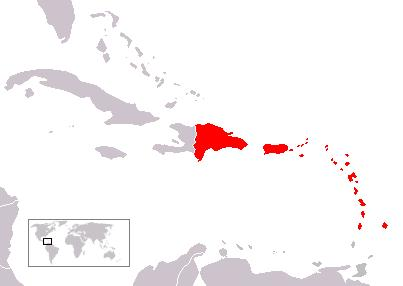
De getroffen eilanden en gebieden.

De Grote Orkaan van 1780 is een orkaan die over het Caribisch Gebied trok in 1780. Door de orkaan lieten tussen de 20.000 en 22.000 mensen het leven, waarmee het de dodelijkste orkaan is die in de geschiedenis werd gedocumenteerd. De slachtoffers vielen tussen 10 en 16 oktober voornamelijk op de eilanden Barbados, Martinique en Sint Eustatius. De op-één-na dodelijke orkaan ooit was Orkaan Mitch, die in 1998 voor tussen de 11.000 en 18.000 doden zorgde. 
De orkaan trok over tijdens de Amerikaanse Revolutie en zorgde ervoor dat de Fransen en Engelsen die actief waren in deze regio grote moeite hadden om hun gebieden nog te kunnen besturen. De Britse vloot was bij de Benedenwindse Eilanden ongeveer 25 schepen kwijtgeraakt, die belangrijk waren voor de verdediging tegen de Fransen.

## De orkaan
De orkaan trok richting Barbados, waar hij in twee dagen 4.326 mensen doodde. Vrijwel alle bomen en bouwwerken werden verwoest door de hoge windsnelheden. Veel vissersboten konden niet tijdig terugkeren naar het eiland. De bemanning verdronk vaak. Bijna iedere inwoner van Barbados verloor een familielid in de storm.
Vervolgens trok de orkaan naar Martinique. Hier werden ongeveer 9.000 mensen gedood. Bij de Kleine Antillen vielen vele doden, waarvan veel bemanningen van de Spaanse, Nederlandse, Britse en Franse vloot.
Daarna raasde de storm naar Sint Eustatius, om vervolgens Puerto Rico en Hispaniola aan te doen. Op 17 oktober kwam de orkaan aan land in Florida.

## Zonnevlekken
In 1780 werden uitzonderlijk veel zonnevlekken waargenomen. Uit onderzoek blijkt dat het aantal grote orkanen in jaren met veel zonnevlekken vaak enorm toeneemt. De relatie hiertussen is niet bewezen.